# Llibre dels àngels

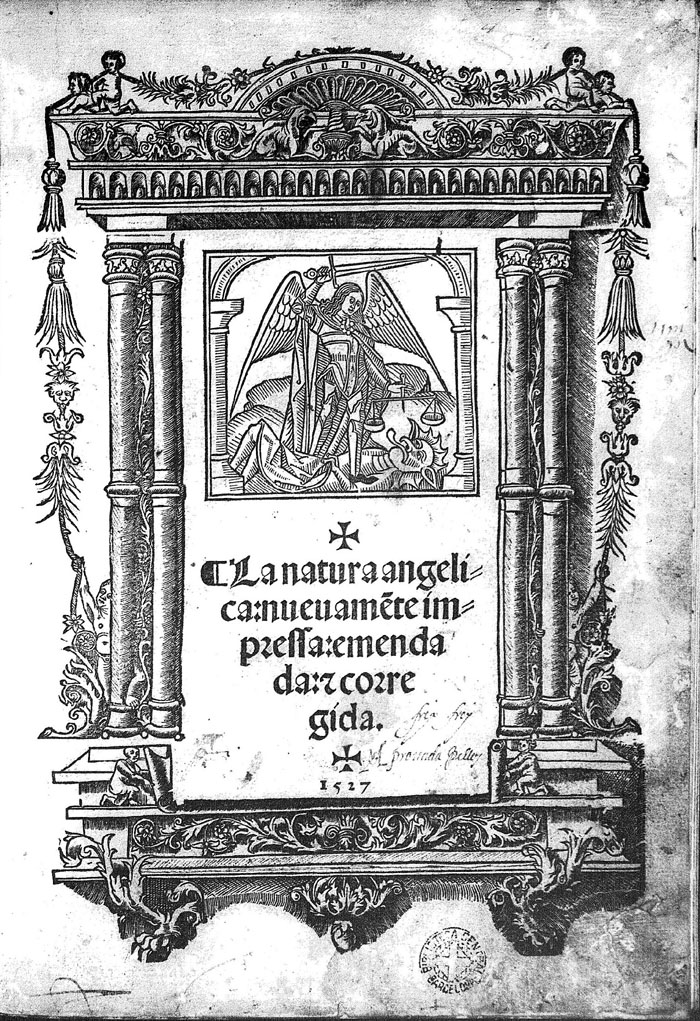
Capa da edição da tradução ao espanhol do Llibre dels Àngels de Francesc Eiximenis feita em Alcalá de Henares em 1527 por Miguel de Eguía

O Llibre dels àngels (Livro dos Anjos) é uma obra literária escrita por Francesc Eiximenis no ano 1392 em Valência em catalão e dedicada a Pere d’Artés. Êle era o maestre racional da Coroa de Aragão, o encarregado das finanças, e muito amigo de Eiximenis. O livro consta de duzentos um capítulos e está dividido em cinco tratados.

## Informação  geral
Este livro é um autêntico tratado de angelologia, com muitas reflexões políticas. Foi talvez o livro de Eiximenis que mais sucesso tive, pois foi traduzido ao latim (é a única obra de Eiximenis traduzida nesta língua), ao espanhol, ao francês, e inclusive ao flamengo (possívelmente foi o único livro catalão medieval traduzido a este idioma).
Uma das edições incunábulas francesas, por outro lado, foi o primeiro livro impresso na cidade suíça de Genebra. Poderíamos afirmar, em fim, que desta matéria deveria de haver tratado Eiximenis no livro Huitè (volume oitavo) do seu projeto enciclopédico Lo Crestià, onde devia de haver falado da ordem e hierarquia das criaturas. Ele considera aos anjos como um destes estamentos, seguindo a mentalidade teológica medieval, refletida nos famosos Quattuor libri sententiarum [Quatro livros das sentências] de Pedro Lombardo. O seu segundo livro fala dos anjos. Eiximenis corrobora isto no capítulo 43 do Segon del Crestià (Segundo volume de Lo Crestià).

## Influência na cidade e Reino de Valência
Sem exagerar, podemos dizer que este livro influiu de manera decisiva na extensão do culto e da devoção dos anjos na cidade de Valência e do Reino de Valência. Coincide significativamente a data da composição do Llibre dels àngels (1392) com um acordo do 9 de agosto de 1392 do Consell General de València (Conselho Geral de Valência, órgão de governo municipal) para decorar a Sala del Consell (Sala do Conselho) com diversas figuras, entre elas a do anjo custódio. Este culto e devoção prosperaram assim mesmo e estendéram-se nos anos posteriores, como o demostra o comporse em 1411 um ofício religioso próprio do anjo custódio de Valência, recolhido por algumos breviários daquela época. Também que em 1446 começou a celebrar-se na catedral de Valência a festa anual do anjo custódio, que estava sujeta a determinados ritos.

## Edições digitais doLlibre dels Àngels

### Manuscritos
- Edição na Biblioteca Virtual Joan Lluís Vives do Ms. 86 do Fondo de Reserva da Biblioteca da Universidade de Barcelona. (em catalão)

### Incunábulos
- Edição na Memòria Digital de Catalunya da edição incunábula de Joan Rosembach (Barcelona, 21 de junho de 1494). (em catalão)
- Edição na Biblioteca Digital Hispánica da edição incunábula da tradução ao espanhol, impresa por Fadrique de Basilea (Burgos, 15 de outubro de 1490). (em castelhano)
- Edição na Gallica (Documentos e livros digitalizados da Biblioteca Nacional da França) da edição incunábula da tradução ao francês publicada em Genebra por Adam Steinschaber o 24 de março de 1478. (em francês)
- Edição na Biblioteca Digital da Universidade de Lieja da edição incunábula da tradução ao francês publicada em Lyon por Guillaume Le Roy o 20 de maio de 1486. (em francês)

### Edições antigas
- Edição na Biblioteca Virtual Joan Lluís Vives da tradução ao espanhol editada por Miguel de Eguía em Alcalá de Henares o 28 de janeiro de 1527. (em castelhano)

### Edições modernas
- De Sant Miquel arcàngel, edição do quinto tratado do Llibre dels Àngels preparada por Curt Wittlin (Barcelona. Curial Edicions Catalanes. 1983. 177 pp). (em catalão)

### OLlibre dels àngelsdentro das obras completason line
- Obras completas de Francesc Eiximenis (em catalão e em latim).